# Super Bowl I
Pierwszy Finał o Mistrzostwo Świata AFL-NFL w zawodowym futbolu amerykańskim, nazwany później Super Bowl I, został rozegrany 15 stycznia 1967, na stadionie Los Angeles Memorial Coliseum, w Los Angeles, w stanie Kalifornia.
Mistrzom ligi NFL, drużynie Green Bay Packers, udało się w drugiej połowie meczu zdobyć trzy przyłożenia z rzędu, co dało im zwycięstwo 35-10 nad mistrzami ligi AFL, drużyną Kansas City Chiefs.
Bart Starr, rozgrywający zespołu z Green Bay, zdobył pierwszy tytuł MVP w historii finałów po tym, gdy celnie podał 16 razy na 23 rzuty, co pozwoliło na uzyskanie 250 jardów pola i doprowadziło do dwóch przyłożeń. Jedno z jego podań zostało przechwycone.
W Packers wystąpili zawodnicy polskiego pochodzenia - Bob Skoronski, Ron Kostelnik, Zeke Bratkowski oraz Jim Grabowski.

## Literatura
- 2006 NFL Record and Fact Book, Time Inc. Home Entertainment, ISBN 1-933405-32-5
- Harper Collins, Total Football II: The Official Encyclopedia of the National Football League, ISBN 1-933405-32-5
- The Sporting News Complete Super Bowl Book 1995, ISBN 0-89204-523-X